# هونگ سونگ هون
هونگ سونگ هون (انگلیسی: Hong Sung-heon؛ زادهٔ ۲۸ فوریهٔ ۱۹۷۷) بازیکن بیس‌بال اهل کره جنوبی است.
وی در مسابقات کشوری و بین‌المللی در مجموع برندهٔ ۱ مدال برنز شده‌است.